# Els Mians
Els Mians és un indret del terme de Sarroca de Bellera, al Pallars Jussà, en el territori de l'antic terme de Benés.
Està situat a llevant del poble de Buira, al vessant de ponent del Pui de Far.